# Chiesa di Sant'Antonio Abate (Diano Marina)
La chiesa di Sant'Antonio Abate è un luogo di culto cattolico situato nel comune di Diano Marina, in corso Giuseppe Garibaldi, in provincia di Imperia. La chiesa è sede della parrocchia omonima del vicariato di Diano Marina della diocesi di Albenga-Imperia.

## Storia

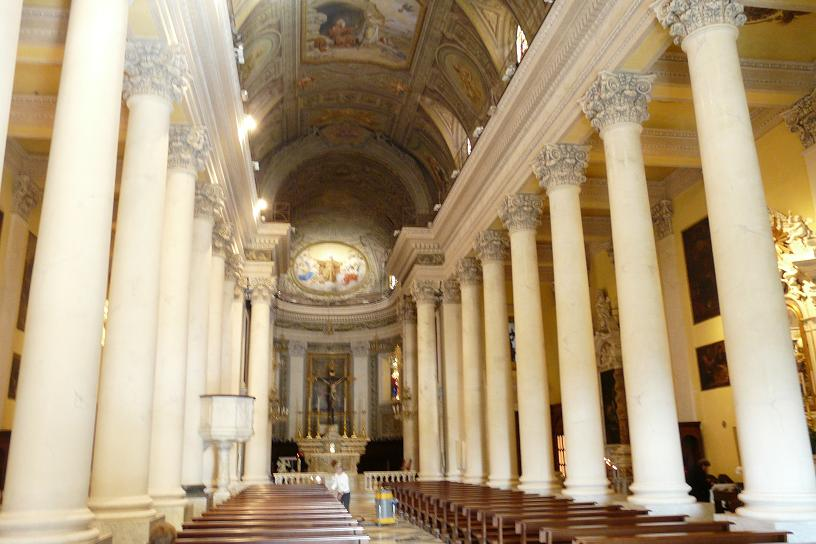
La navata centrale

L'edificio, eretto al titolo di arcipretura con decreto del 10 marzo 1690, emanato dal vescovo di Albenga monsignor Alberto Blotto, distaccandola dalla precedente matrice della parrocchia di San Nicola in Diano Castello, è uno dei luoghi più importanti del territorio dianese. La storia della sua edificazione più recente, ubicata adiacente al mare, è stata ricostruita dagli storici grazie a diversi scavi archeologici condotti tra il 2002 e il 2004 dall'Istituto Internazionale di Studi Liguri.

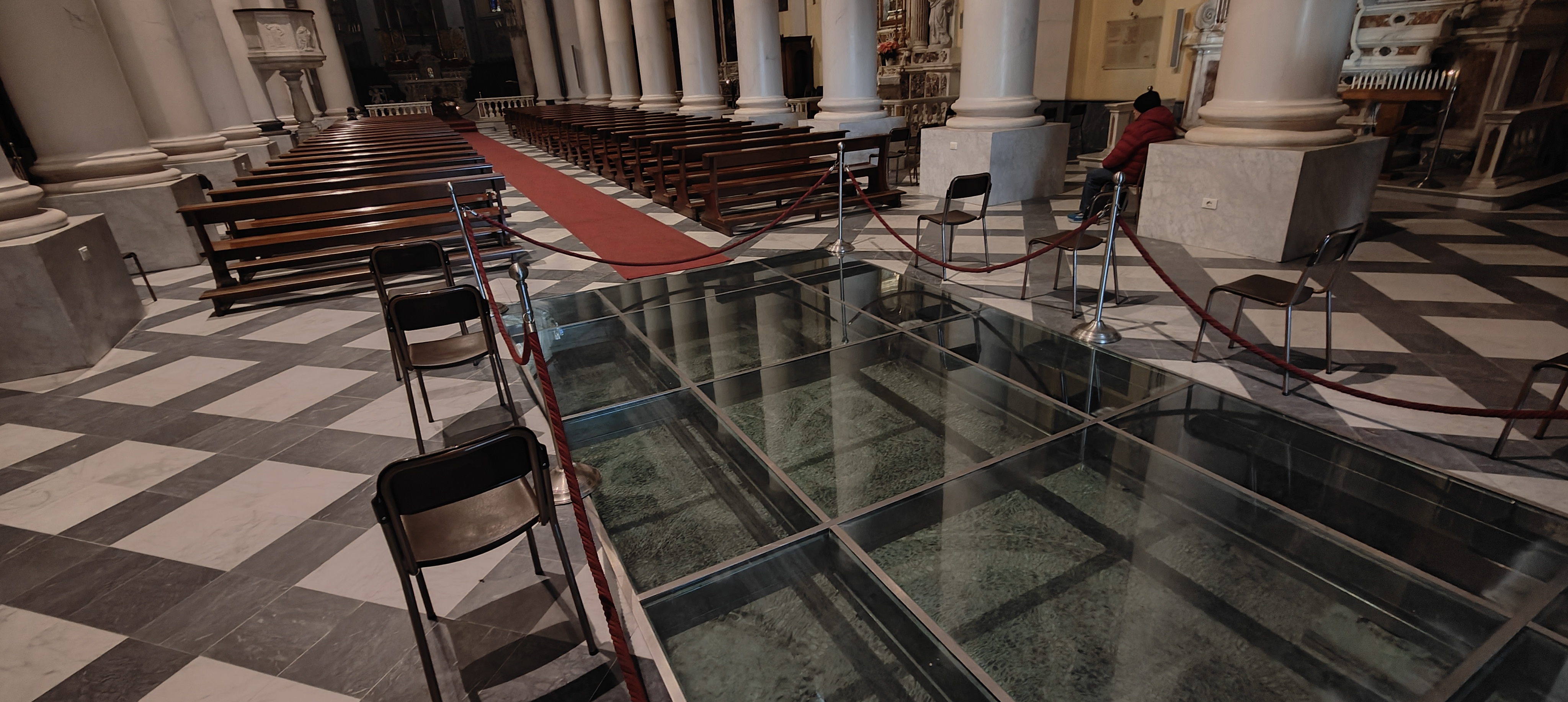
La struttura trasparente a protezione dell'area scavi archeologici

Le sette fasi edilizie sembrerebbero iniziare dal XIV secolo; successivamente il primario edificio subì radicali trasformazioni che ne mutarono la struttura barocca, quest'ultima riprendente nelle forme e negli stili la chiesa di Santa Maria Maddalena a San Lorenzo al Mare. Al Seicento risalirebbe l'antico sagrato che fu realizzato con la tecnica dei ciottoli di mare bianchi-neri, il rissêu, tipico di molte chiese ed edifici di culto liguri. Lo scultore Giuseppe Gaggini entro il 1694 completò l'altare maggiore e la balaustra.
Oramai insufficiente ad accogliere l'accresciuta popolazione locale, l'antica chiesa di Sant'Antonio Abate fu demolita e ricostruita ex novo, con forme più ampie, tra il 1862 e il 1865 su progetto dell'architetto romano Luigi Crescia. La cerimonia di benedizione della nuova parrocchiale avvenne il 23 ottobre 1865, mentre la consacrazione dell'edificio fu officiata dal vescovo albenganese monsignor Pietro Anacleto Siloni l'11 maggio 1873.
Completata la realizzazione della cupola del campanile nel 1874, nel febbraio del 1887 il pittore savonese Lazzaro De Maestri stava portando al compimento le decorazioni artistiche delle volte quando, il 23 febbraio dello stesso anno, il terremoto che colpì il territorio del Dianese e del Ponente ligure danneggiò gravemente la struttura e definitivamente l'intera opera pittorica del De Maestri. Chiusa al culto e interdetta al pubblico per alcuni mesi, la prima domenica di ottobre del 1887 il luogo di culto poté riaprire alle funzioni religiose; nello stesso anno si ingrandì l'attuale coro.

## Struttura

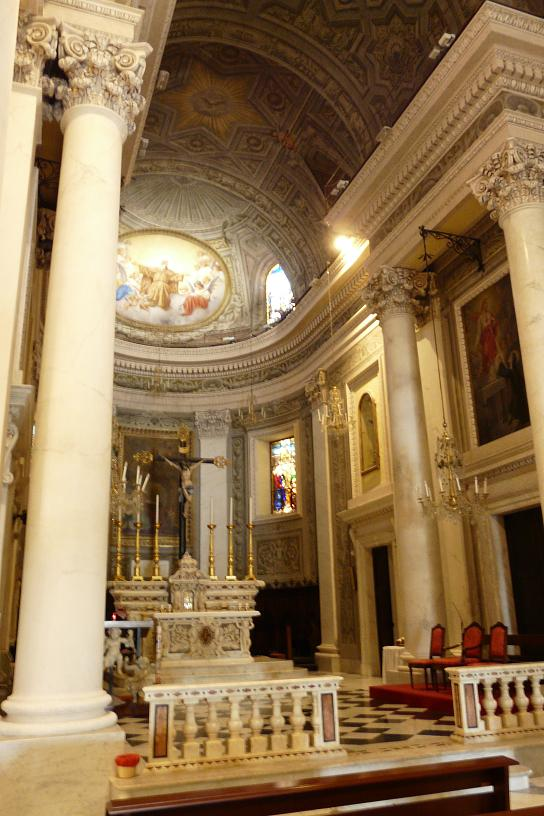
L'altare maggiore

Il suo interno è composto da tre navate e scandito da venti colonne con capitelli di ordine corinzio in stile neoclassico.
La navata centrale e il catino absidale sono stati affrescati dal pittore Raffaele Resio nel corso del 1903, mentre Antonio e Francesco Bertolotto curarono la nuova decorazione della volta.
Conserva al suo interno alcune tele di scuola pittorica ligure quali: la Morte di san Giuseppe di Domenico Piola; la Deposizione dalla Croce di Luca Cambiaso; la Deposizione di Cristo nel sepolcro, opera del 1645 del pittore Giovanni Battista Casoni di Sarzana; la Madonna Addolorata di Giovanni Agostino Ratti. Sulle pareti del presbiterio sono presenti due opere di Luigi Morgari realizzate nel corso degli anni trenta del Novecento.

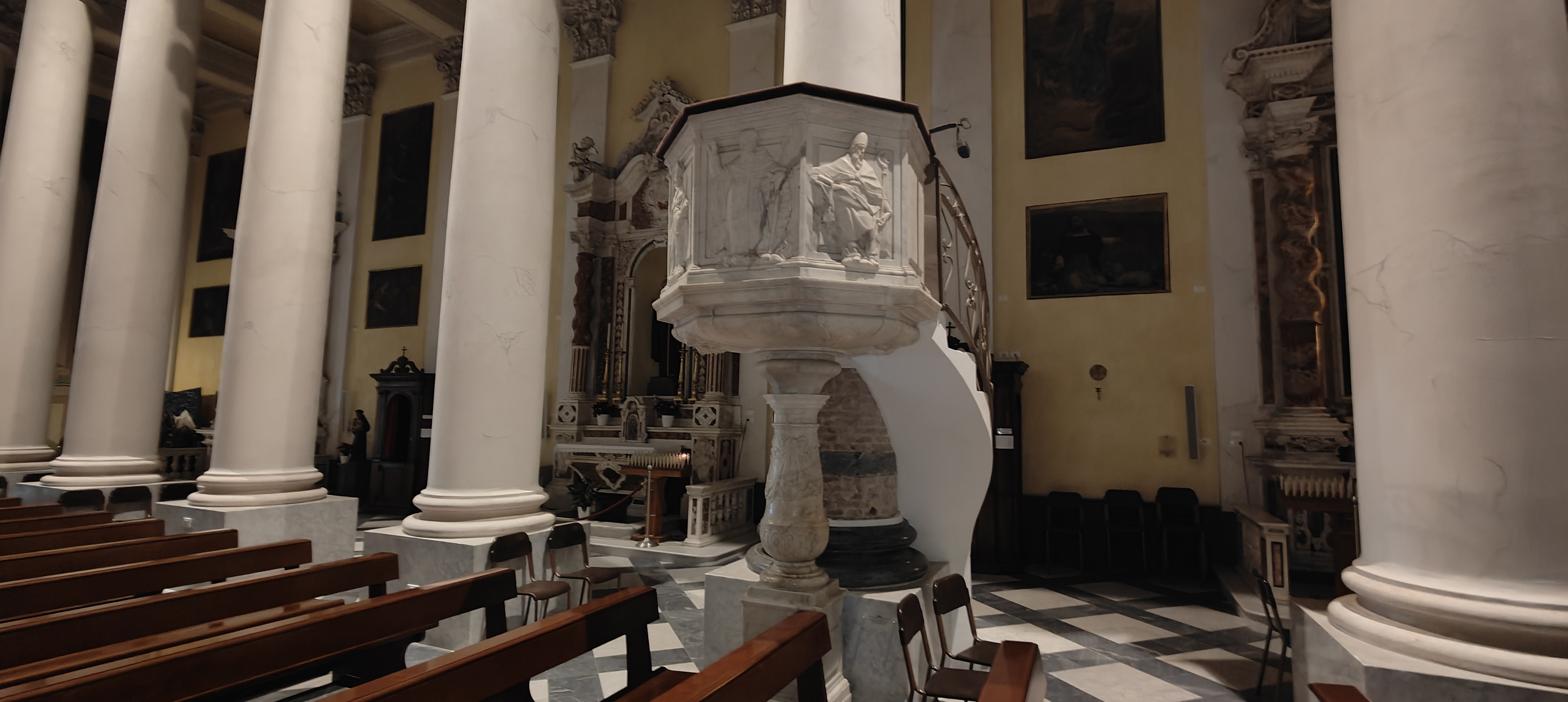
L'antico pulpito marmoreo

Il pulpito in marmo - proveniente dalla precedente chiesa, così come altri marmi e altari laterali - nella quale sono scolpite le raffigurazioni di santa Chiara, sant'Antonio abate e sant'Erasmo sono opera dello scultore genovese Gio Maria Augustallo.